# یواس‌اس میانتونوما ای‌سی‌ام-۱۳)
یواس‌اس میانتونوما ای‌سی‌ام-۱۳) (به انگلیسی: USS Miantonomah (ACM-13)) یک کشتی است که طول آن ۱۸۹ فوت (۵۸ متر) می‌باشد. این کشتی در سال ۱۹۴۳ ساخته شد.